# バル・デ・ボイ
バル・デ・ボイ（Vall de Boí、IPA：標準カタルーニャ語：[ˈbaʎ də βuˈi] バイ・ダ・ブイー、 地元方言: [ˈbaʎ de βoˈi] バイ・デ・ボイー、カスティーリャ語：Valle de Bohí）は、スペイン・カタルーニャ州リェイダ県のムニシピオ（基礎自治体）。名称はボイ渓谷を意味しており、この名前の側面の切り立った渓谷の名称でもある。ピレネー山脈の稜線に当たるコマルカ・ダ・アルタ・リバゴルサの北東端に位置し、この地方の自治体としては最大の面積を有する。自治体内の中心地区はバルエーラ（Barruera）地区にある。

## 地理
この渓谷は9つの初期ロマネスク様式の聖堂群でよく知られており、ヨーロッパでも特にロマネスク建築が密集した地域を構成している。そのため、2000年11月30日にユネスコの世界遺産に登録された。
ピレネー山脈で最も標高の高いスキーリゾートがこの渓谷のボイ＝タウル（Boí-Taüll）にあり、渓谷北東部はアイグエストルタス・イ・アスターニ・デ・サント・マウリシ国立公園に隣接している。

## 歴史
ムーア人によるスペイン占領は、ピレネー山脈にあるこの標高の高い渓谷を貫くには至らなかった。この地方での最初のキリスト教集落は、9世紀に成立した。その地方のcountsは、名目上支配していたフランク王国の領主たちからほとんど注意を払われていなかった。人口は大半がバスク人だった。
谷は当初、トゥールーズ伯（Condado de Tolosa）領に属しており、後にリバゴルサ伯（Condado de Ribagorza）の所領となった。11世紀にはパジャス伯（Condado de Pallars）の領するところとなり、12世紀にアラゴン王国領となった。戦略的な要衝であったために、渓谷には多くの城が築かれたが、ほとんど現存していない。

## 聖堂群
渓谷の人口は中世を通じて相対的に少なかったが、銀の一大産地であったことは、当地の有力者たちがバルバストロやサラゴサの奪還を目指すカタルーニャの戦役に加わることを後押しした。富の多くは11世紀から14世紀にかけての聖堂群の建造に費やされ、そこではロンバルディアから持ちこまれた新しい建築様式が採用された。聖堂群は精巧な石造建築物であることと優雅な鐘楼を持つことが特色である。教会から移転された壁画群は、バルセロナの国立カタルーニャ美術館に収蔵されている。
聖堂群の多くは、それが建造され献堂された11世紀ないし12世紀以降、今に至るまで宗教上の礼拝などに用いられつづけている。そのうち以下に示す9つがユネスコの世界遺産に登録されている。渓谷には、サライス村（Saraís）のサント・ジョレンス聖堂（Sant Llorenç）、タウル集落のサンタ・マルティ聖堂（Santa Martí）などそれ以外のロマネスク様式宗教建造物群の遺跡も残っている。

### タウル集落のサント・クリメント聖堂

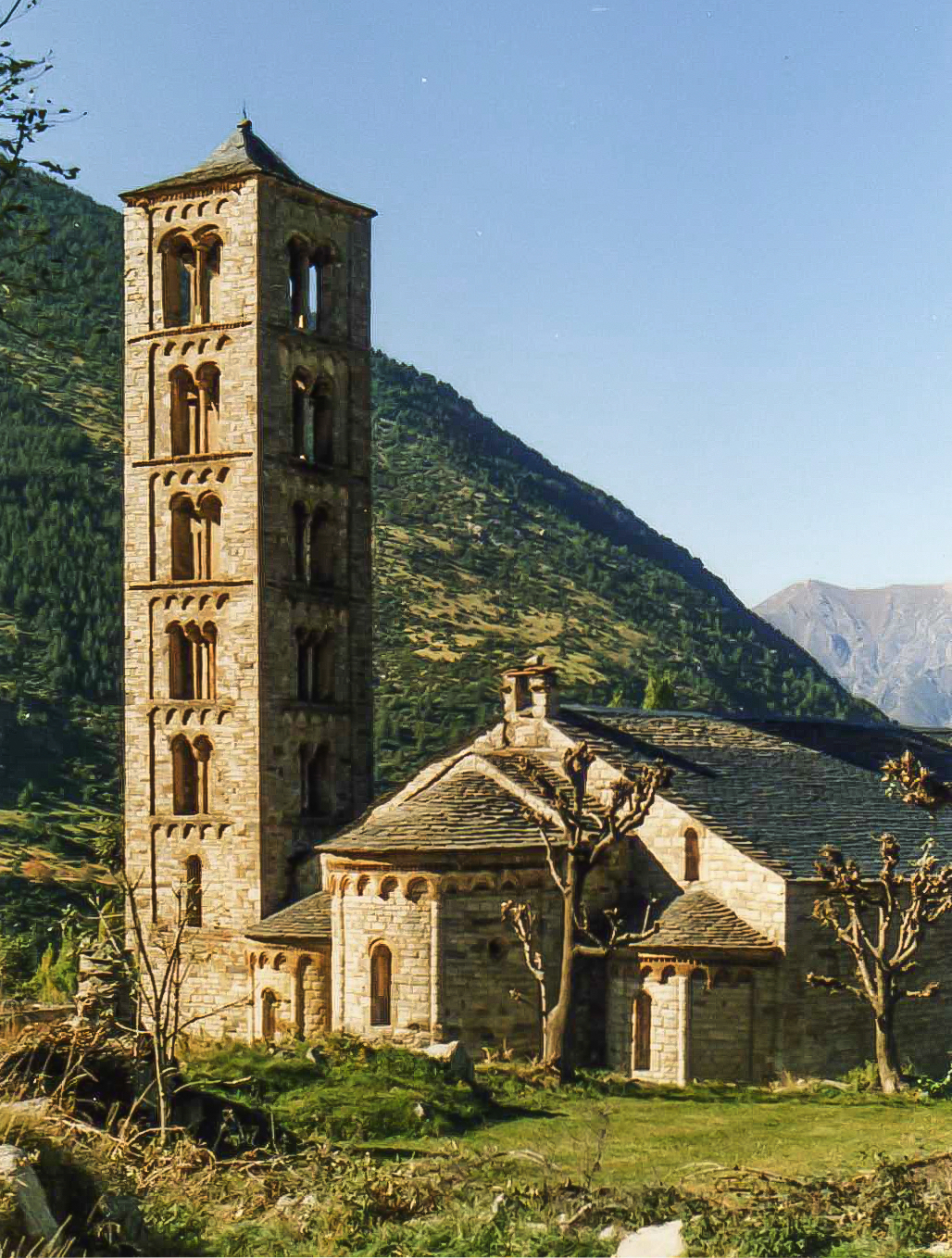
タウル集落のサント・クリメント聖堂

タウル集落（Taüll）のサント・クリメント聖堂は、1123年12月10日にロダの司祭（bishop of Roda）によって献堂された。
この聖堂はタウル集落からボイ集落への道のそばの小高い丘の上にあり、バル・デ・ボイの聖堂群の中では最大かつ最も保存状態の良いもので、芸術的価値も最も優れている。
聖堂は3つの身廊を持つバシリカ式聖堂として設計されており、それぞれの身廊は柱の並ぶ拱廊で仕切られ、端に半円状の後陣がある。二重に張られた木製の屋根（double-　pitched timber roof）は当時のままである。聖堂本体の南東部には、各階にアーチ状の窓がついている6階建ての鐘楼がある。
建物は花崗岩のブロックで組み立てられており、軽石で諸要素や窓が飾り付けられている。ファサードは彫刻された壁と付け柱で飾られている。
全能者キリストの絵は、元々この聖堂のメインの後陣に描かれていたもので、ロマネスク美術の傑作のひとつとして知られている。現在は国立カタルーニャ美術館に収蔵されている。

### タウル集落のサンタ・マリア聖堂
タウル集落のサンタ・マリア聖堂（Santa Maria de Taüll）は、サント・クリメント聖堂が献堂された翌日に当る1123年12月11日に献堂された。サント・クリメント同様、3つの身廊を持ちそれぞれの端に後陣がある。
鐘楼は南の身廊から伸びている。この鐘楼は聖堂の他の部分に比べてあまり優れているとはいえないが、本来はこの鐘楼が最も初期に作られ、あとから周辺の聖堂部分が付け加えられた可能性があるともされている
聖堂は18世紀に大きく修繕され、ドームも付け加えられたが、ドームも含めた18世紀の改築部分は1970年代に取り去られた。フレスコ画は1918年に国立カタルーニャ美術館に移された。

### バルエラ集落のサント・フェリウ聖堂
サント・フェリウ聖堂（Sant Feliu de Barruera）は、バルエラ集落の北にひっそりと佇んでいる。この村は渓谷の広がる場所にあり、中世には近隣の修道院（現存せず）との中継点に当っていたため、戦略的な要衝であった。聖堂は元々3つの身廊を持っていたが、現存するのは半円筒ヴォールトと半円状後陣を持つひとつの身廊だけである。
簡素で飾り気のない鐘楼が南東端に存在している。
16世紀に改築が行われ、2つのゴシック様式の礼拝堂がメインの身廊に加えられ、西側にはゴシック様式のファサードができた。

### ボイ集落のサント・ホアン聖堂

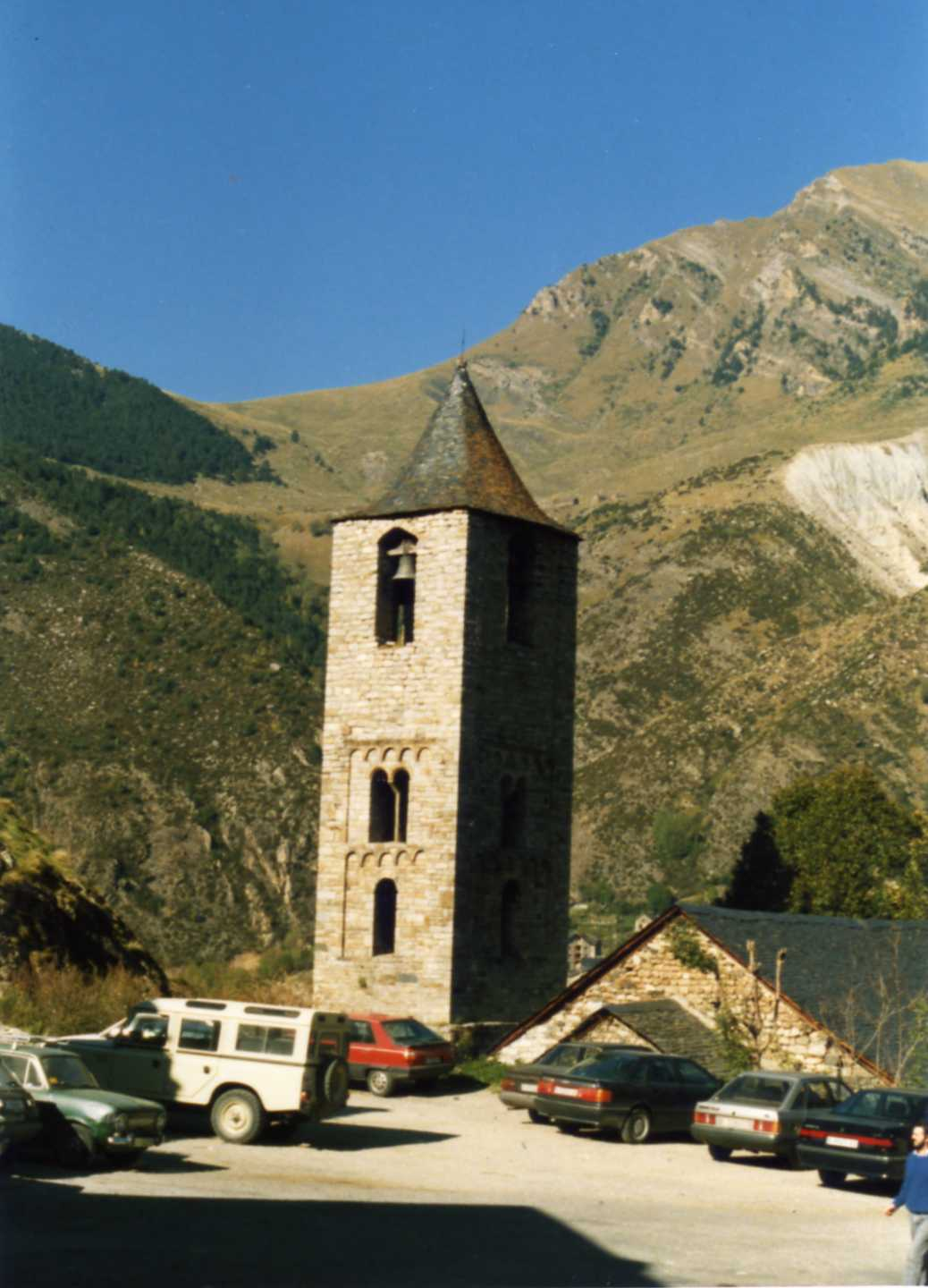
ボイ集落のサント・ホアン聖堂の鐘楼

サント・ジュアン・デ・ボイ聖堂（Sant Joan de Boí）は渓谷の名前にもなっているボイ集落の入り口に位置している。聖堂には身廊が3つある。もともとの屋根は木製だったが、石造のものに変えられている。鐘楼は南の身廊の南側に立っている。
聖堂は18世紀に大改築を受けたが、1960年代に多くの改築部分は取り去られた。壁画は1919年に国立カタルーニャ美術館に移された。

### エリル＝ラ＝バル集落のサンタ・エウラリア聖堂
エリル＝ラ＝バル村のサンタ・エウラリア聖堂（Santa Eulàlia d'Erill-la-Vall）は単独の長い身廊を持ち、東端に3つの後陣がある。
木造の屋根は元の半円筒ヴォールトに戻されている。北側には6階建ての鐘楼があり、高さは23m である。

### コル集落の聖母被昇天聖堂

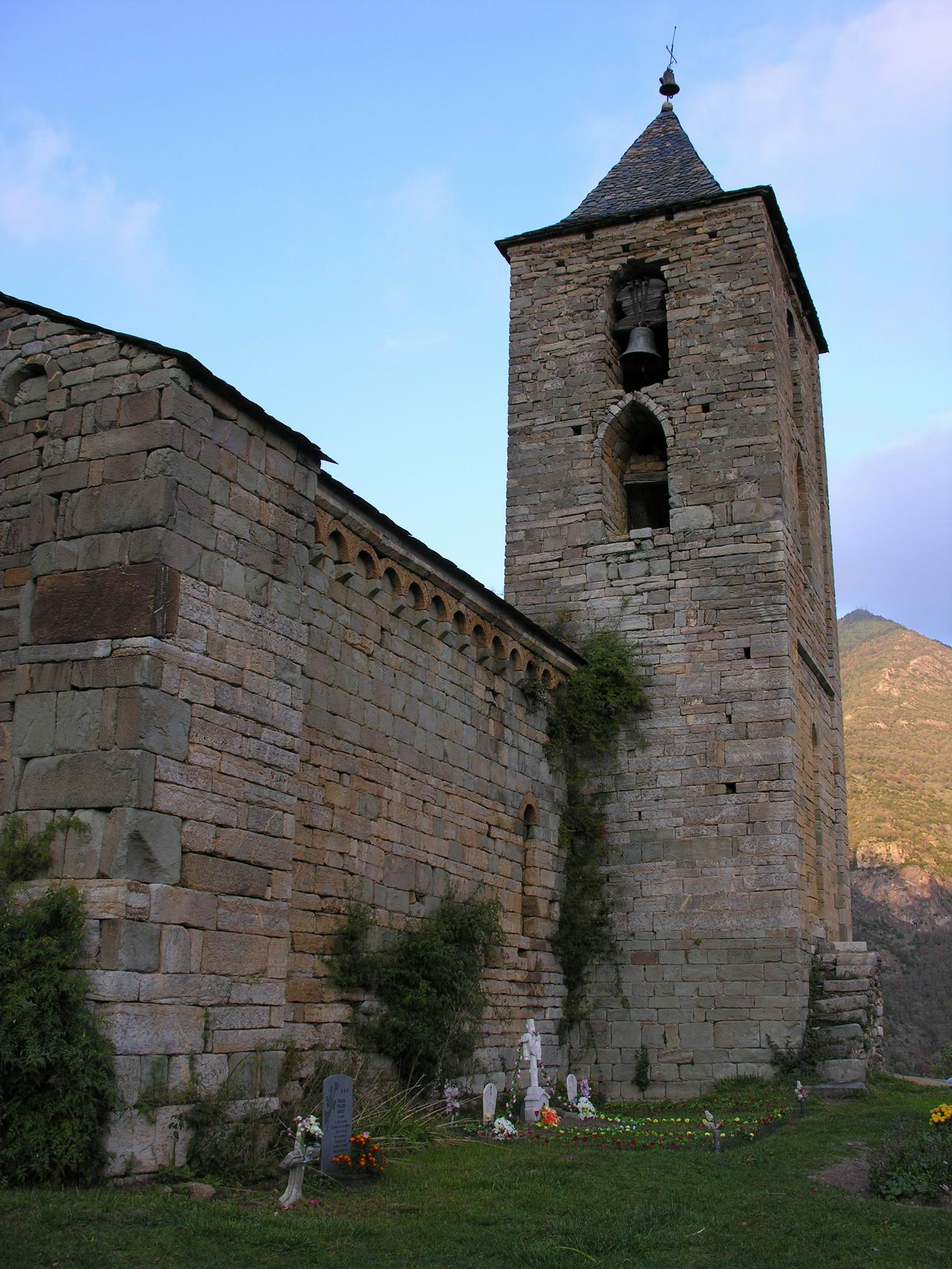
コル村の聖母被昇天聖堂

聖母被昇天聖堂（Santa Maria de l'Assumpció de Cóll）は、コル村の外れにある。それは後陣や半円筒ヴォールトを備えた単独の身廊を持つ聖堂として建てられ、1110年に献堂された。後にゴシック様式の増築がなされている。北側の礼拝堂や、南側の2階建てのゴシック様式鐘楼は、上から見ると十字形をなしている。鐘楼は余り修繕が行き届いていない。

### カルデト集落のサンタ・マリア聖堂
カルデト集落は渓谷入り口の岩だらけの一帯を占めている。聖堂はその東端の急勾配を登ったところにある。サンタ・マリア聖堂（Santa Maria de Cardet）は単独の身廊と後陣を持ち、後陣の地下には納骨堂（crypt）がある。南端には聖具室がくわえられ、北側には礼拝堂が増築されている。外観は11世紀のままだが、12、13、17、18世紀に改築が行われている。内観はそうした改築によるバロック様式の様相を呈している。

### ナティビター・デ・ラ・マレ・デ・デウ聖堂
ドゥロの町は南側の山腹にあり、標高は1386m である。ナティビター・デ・ラ・マレ・デ・デウ聖堂（Nativitat de la Mare de Déu de Durro）は半円筒状ヴォールトとスレートの屋根を持つ単独の長いけれども狭い身廊で構成されている。元来あった後陣は現在聖具室になっている。北側の二つの礼拝堂が加えられ、北東端には5階建ての鐘楼がある。
  
建てられたのは12世紀だが、それ以降度々改築されており、完成当時の面影はほとんど残っていない。内観は後に改築されたバロック様式のものである。
1983年に聖堂の修復工事が行われ、1994年には鐘楼も修復された。

### サント・キルクの庵

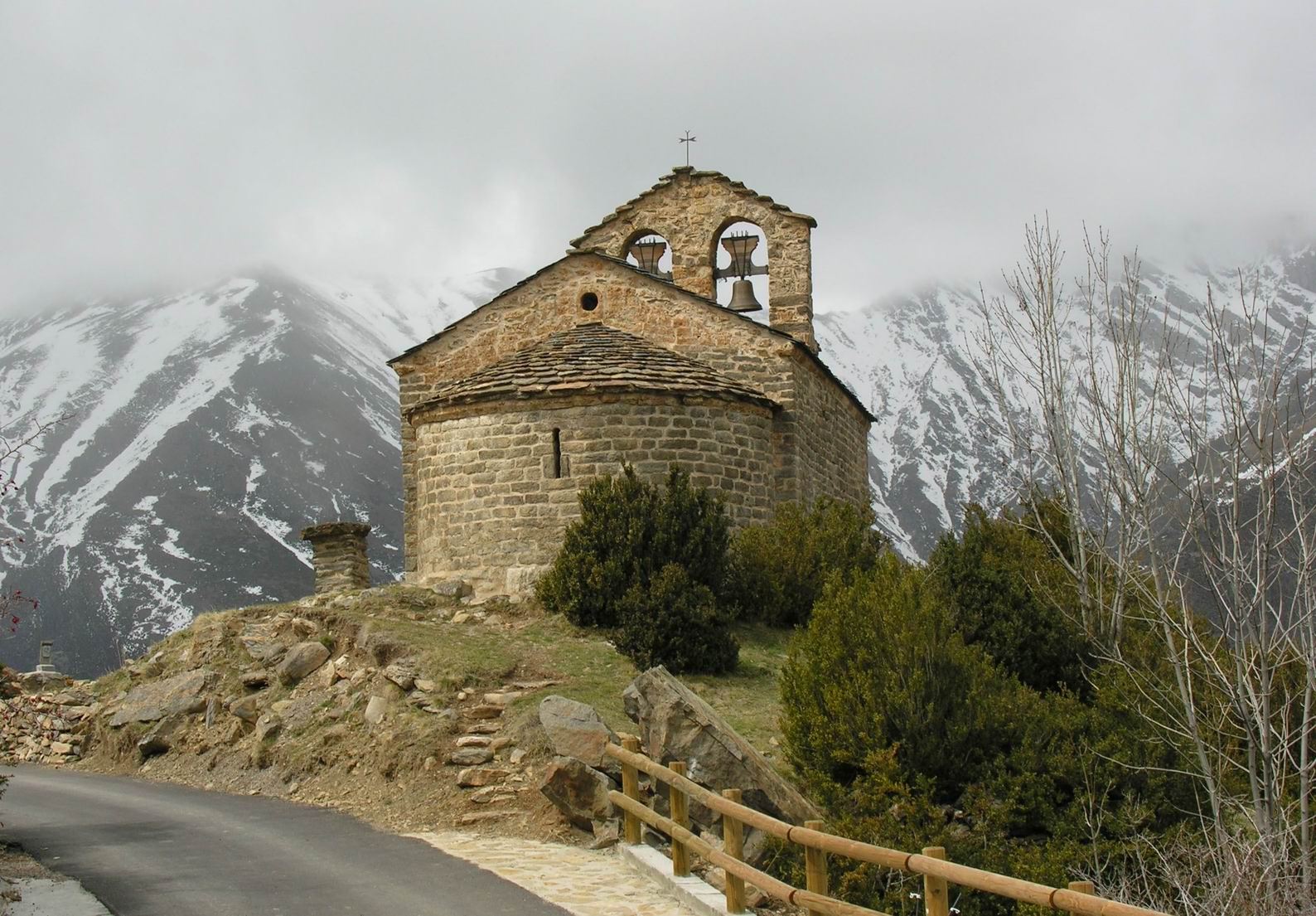
Sant Quirc de Durro

サント・キルクの庵（L'ermita de Sant Quirc de Durro）は、ドゥロ近くの岩だらけの場所にある。南側に入り口があり、小さな身廊と後陣がある。西端には背の低い鐘楼がある。外側から入れる屋根裏部屋は穀物倉として使われていたとも考えられている。

## 登録基準
この世界遺産は世界遺産登録基準のうち、以下の条件を満たし、登録された（以下の基準は世界遺産センター公表の登録基準からの翻訳、引用である）。
- (2) ある期間を通じてまたはある文化圏において、建築、技術、記念碑的芸術、都市計画、景観デザインの発展に関し、人類の価値の重要な交流を示すもの。
- (4) 人類の歴史上重要な時代を例証する建築様式、建築物群、技術の集積または景観の優れた例。